# Алфред (Њујорк)
Алфред (енгл. Alfred) град је у америчкој савезној држави Њујорк.

## Демографија
По попису из 2010. године број становника је 4.174, што је 220 (5,6%) становника више него 2000. године.
| Група             | 2000.         | 2010.         |
| Белци             | 3.533 (89,4%) | 3.432 (82,2%) |
| Афроамериканци    | 174 (4,4%)    | 295 (7,1%)    |
| Азијати           | 107 (2,7%)    | 191 (4,6%)    |
| Хиспаноамериканци | 108 (2,7%)    | 182 (4,4%)    |
| Укупно            | 3.954         | 4.174         |